# August Varenius

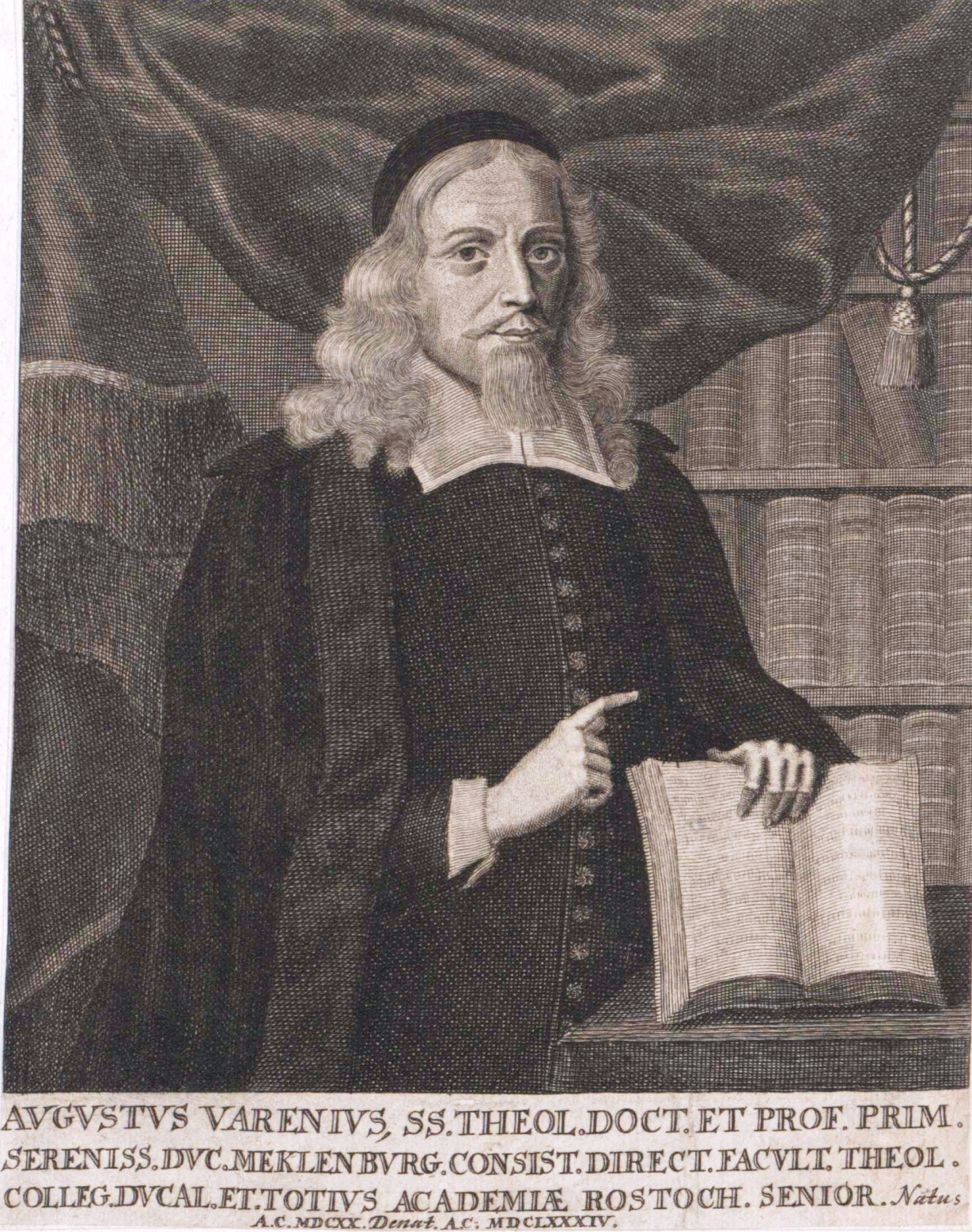
August Varenius, gravura contemporânea em chapa de cobre

August Varenius (originalmente: Varen; Hitzacker, 20 de setembro de 1620 — Rostock, 15 de março de 1684) foi um teólogo luterano alemão que lecionou como professor na Universidade de Rostock.

## Biografia
Varenius era filho do pregador da corte de Brunswick-Lüneburg, Heinrich Varenius (1595–1635) e da esposa dele, Anna Freder († 1623). O irmão dele, Bernhard Varenius (1622–1650 ou 1651), tornou-se conhecido como geógrafo.
Depois de estudar teologia evangélica em Helmstedt, Königsberg e Rostock e hebraico em Hamburgo, Varenius recebeu o doutorado dele 30 de agosto de 1643 e posteriormente tornou-se professor de língua hebraica e catequese cristã na Faculdade de Filosofia da Universidade de Rostock.
Como representante da ortodoxia luterana, Varenius escreveu inúmeras polêmicas contra católicos romanos, calvinistas e socinianos, mas também obras exegéticas e dogmáticas e disputações teológicas.